# Рагхунатха Широмани
Рагхунатха Широмани (бенг. রঘুনাথ শিরোমণি, IAST: Raghunātha Śiromaṇi; 1477, Навадвип — 1547) — индийский философ и логик, ведущий представитель навья-ньяи. Родился в Навадвипе, городе в современном округе Надия индийского штата Западная Бенгалия. Он довёл развитие формальной индийской логики в рамках школы навья-ньяя до кульминации, значительно разойдясь во мнениях с основателем навья-ньяи Гангешей. В связи с тем, что его учитель Васудева Сарвабхаума был связан с религиозным вождём Чайтаньей, о Рагхунатхе и его учителе возникло множество преданий. Индийская традиция изображает Рагхунатху Широмани блестящим, но непочтительным учеником в молодости и крупным, но излишне высокомерным учёным в зрелом возрасте. Рагхунатха был слеп на один глаз. Когда Васудева отправил Рагхунатху для завершения логического образования в Митхилу под руководством престарелого Пакшадхары, тот при его виде произнёс следующий стих:

Индра был тысячеоким, Шива был с тремя глазами,
Пару глаз имеют люди, это что за одноглазец?
Рагхунатха, не задумываясь, ответил:

Кто слепцам дарует прозренье, кто детей на ум наставляет,
Тот лишь может наставником зваться, все же прочие — лишь имя носят.